# Les deux amis (Beaumarchais)

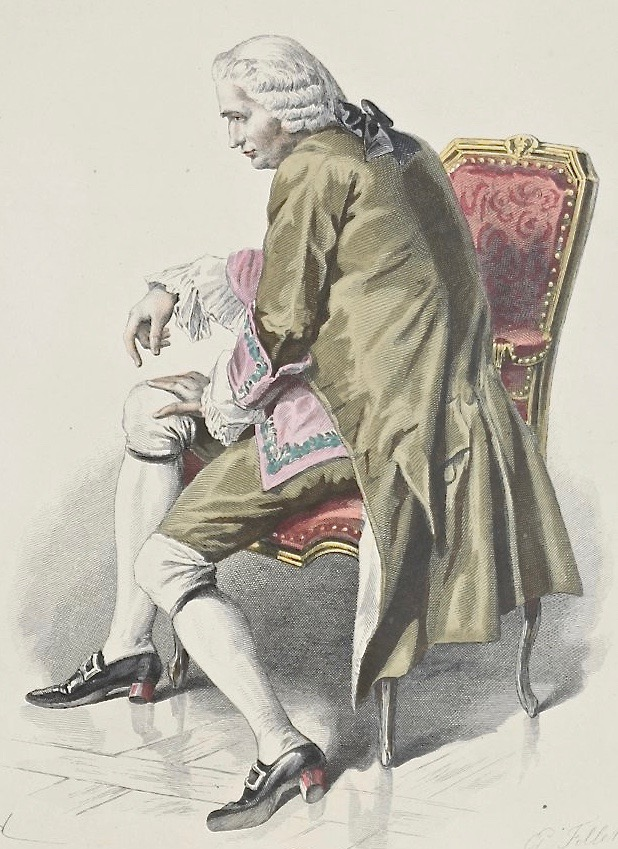
Émile Bayard: Mélac (1876).

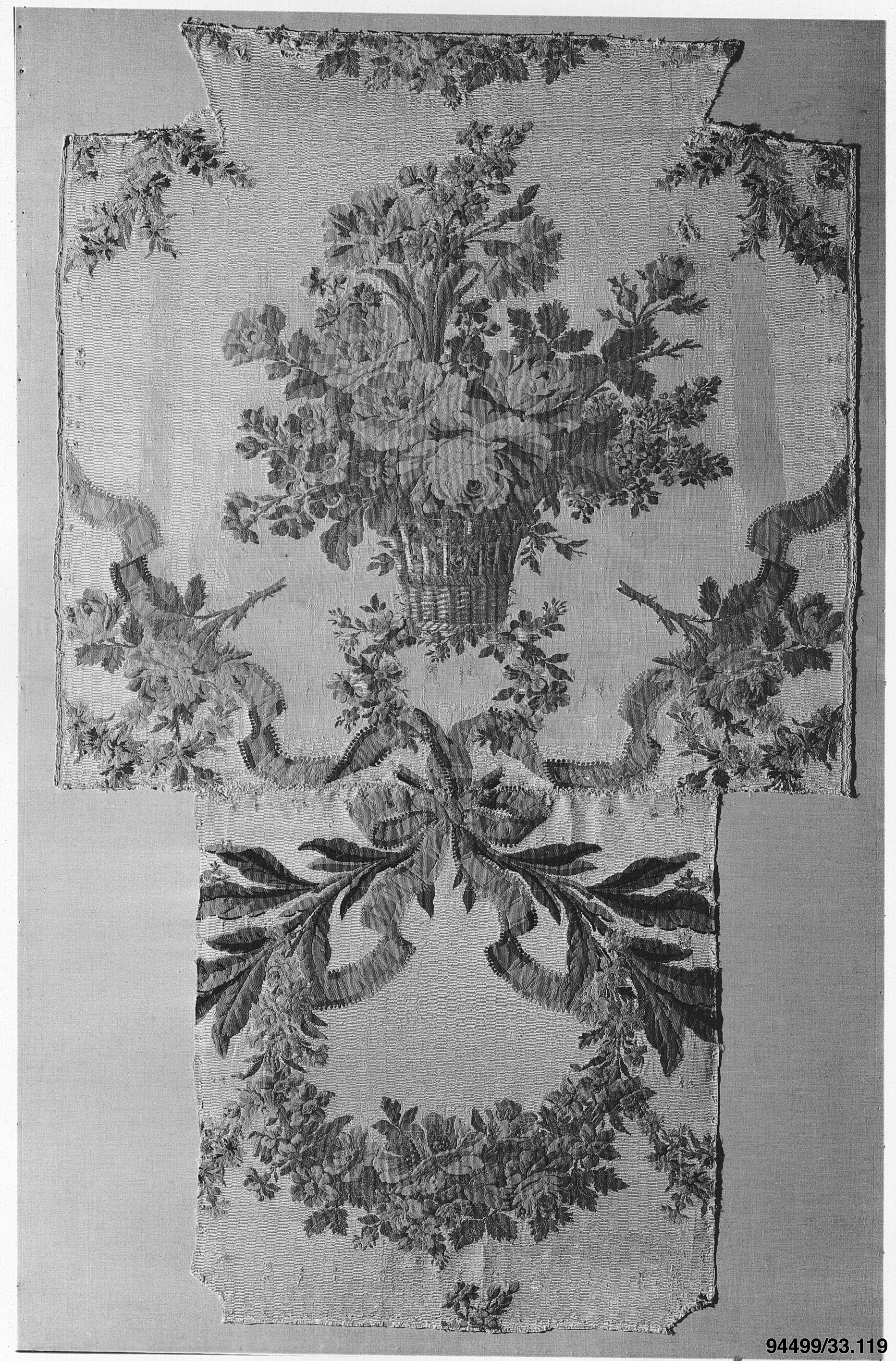
Seidenstoff, Lyon (ca. 1770).

Les deux amis ou Le négociant de Lyon (Die beiden Freunde oder Der Kaufmann von L.) ist ein Drama in fünf Akten in Prosa von Pierre-Augustin Caron de Beaumarchais (1732–1799).
Anders als in dessen erstem Stück Eugénie sind die Hauptpersonen dem Dritten Stand zuzurechnen, auch wenn sich Aurelly wie Beaumarchais den Adel erkauft hat und der ehemalige Kadett Mélac dem armen Landadel entstammt. Sie bewegen sich in einer Welt, die der Autor als Schützling und Juniorpartner des Financiers Joseph Pâris-Duverney (1684–1770) selber kannte.
In der „poetischen Verherrlichung des Kaufmannsstandes“ vorangegangen war ihm Sedaine mit der 1765 entstandenen Komödie Le philosophe sans le savoir (Der Philosoph ohne es zu wissen).

## Handlung
Stolz verweist Aurelly auf die staatstragende Funktion des Unternehmers: 

„(…) ich lasse in Lyon täglich zweihundert Webstühle schlagen. Dreimal so viele Arme sind zur Appretur meiner Seide erforderlich. Meine Pflanzungen von Maulbeeren und meine Seidenraupen beschäftigen ebenso viele. Meine Lieferungen werden an alle Händler des Königreichs verteilt, all das lebt, all das verdient, und da die Industrie den Wert des Ausgangsmaterials verhundertfacht, gibt es, bei mir angefangen, keines dieser Geschöpfe, das dem Staat nicht willig einen Tribut entrichten würde, der dem Lohn seiner Bemühungen entspricht. (…) Und all das Gold, das der Krieg kostet, meine Herren, wer bringt es im Frieden wieder ein?“

Im Spiel sind beim damaligen Geldwert riesige Summen: Aurelly hat seinen Pariser Bankier Préfort beauftragt, Wertpapiere im Wert von 800 000 Livres zu verkaufen. Er weiß noch nicht, dass Préfort gestorben ist und dessen Nachlass versiegelt wurde. Aurellys Kassier Dabins aber erfährt dies durch einen Kurier, der zwölf Stunden vor der Post in Lyon eintrifft. Aurelly müsste am folgenden Tag Zahlungen in der Höhe von 600 000 Livres vornehmen. Dabins bringt es nicht über sich, seinen Herrn von der drohenden Insolvenz zu unterrichten, und berät sich mit Mélac, der ihn erzogen hat.
Mélac verdankt Aurelly sein Amt als Steuereinnehmer. Um die Ehre des Freundes zu retten, leiht er Dabins neben 100 000 Francs, die zur Ausstattung seines Sohnes bestimmt waren, eine halbe Million aus der ihm anvertrauten Steuerkasse. Aurelly soll davon nichts erfahren. Mélac will nach Paris fahren, um Aurellys Wertpapiere freizubekommen und zu verkaufen. Da trifft Steuerpächter Saint-Alban ein, der ein Auge auf Aurellys Nichte Pauline geworfen hat. Neben der guten Nachricht, dass der Sohn Mélacs zu dessen Nachfolger designiert worden ist, bringt er die schlechte mit, dass Mélac unverzüglich seine Kasse abliefern muss. Mélac erklärt sich dazu außerstande, schweigt aber über die Ursache. Auch Aurelly hält ihn darum für schuldig, öffentliche Gelder veruntreut zu haben. Zwar will er für den Freund bürgen, doch akzeptiert die Steuerpachtgesellschaft nur Bargeld.
Pauline, die von Mélac erzogen wurde und dessen Sohn liebt, bittet ihren Onkel, den Ruin der beiden abzuwenden. Aurelly antwortet, er habe zwar noch eine halbe Million in Papieren bei Préfort deponiert, doch seien 100 000 Écus (300 000 Livres) davon ein geheiligtes Pfand. Schließlich gesteht er Pauline, dass sie seine Tochter aus einer heimlichen Ehe mit einer Adligen ist und die 100 000 Écus ihre Mitgift darstellen. Pauline setzt durch, dass Aurelly sein und ihr Geld aufs Spiel setzt, um Mélac zu retten.
Saint-Alban akzeptiert die halbe Million, die ihm in Paris ausbezahlt werden soll, macht sein Stillschweigen über Mélacs Verfehlung aber davon abhängig, dass dieser zurücktritt. Um dem Sohn das Amt des Vaters zu sichern, verspricht Aurelly Saint-Alban einen Gegendienst. Dieser bittet ihn darauf um Paulines Hand. Während Pauline aber in ihrer Liebe zu Mélacs Sohn fest bleibt, will Letzterer zugunsten seines Vaters sowohl auf dessen Amt als auch auf die Geliebte verzichten. Endlich erfährt auch Aurelly, dass Préfort tot und sein Geld blockiert ist – durch Saint-Alban, dem er eine Zahlungsanweisung an den Bankier übergeben will. Aurelly lässt Dabins rufen, der den Knoten löst, indem er erzählt, was Mélac für den Freund getan hat. Beschämt von so viel Großherzigkeit, ruft Saint-Alban aus: „Ach Götter! Welche Tugend!“ Er bürgt für Mélac, so dass Pauline und Mélacs Sohn noch gleichentags heiraten können.

## Schauplatz Lyon
Die drittgrößte Stadt Frankreichs nach Paris und Marseille beherrschte im Zeitalter der Aufklärung den europäischen Seidenmarkt. Auch wurden dort wichtige Schritte auf dem Weg zur Mechanisierung der Textilindustrie getan. Hatte sich die Produktion von 1720 bis 1760 verdoppelt, verursachte der Siebenjährige Krieg (1756–1763) Absatzprobleme.

## Aufführungen
An der Uraufführung verkörperte Préville (Pierre-Louis Dubus) Aurelly, Brizard (Jean-Baptiste Britard) Mélac, Mademoiselle Doligny (Louise-Adélaïde Berton-Maisonneuve) Pauline und François-René Molé Mélacs Sohn. Das Stück brachte es nur auf elf Vorführungen, denen 1783 zwei weitere folgten. Dies wohl, weil die Finanztransaktionen der Protagonisten schwer zu verstehen sind und ihr Edelmut alle Vorstellungen übersteigt. Immerhin spielte man das Werk auch in Lyon, Marseille und Rouen. Friedrich Ludwig Schröder führte es unter dem Titel Der Kaufmann von Lion in Hamburg auf.

## Beurteilung
Wie zuvor schon Eugénie wurde auch Les deux amis von der Kritik (Pidansat de Mairobert, Grimm, Collé, Palissot) zerrissen. Der Ökonom Galiani hingegen schrieb nach einer Vorstellung in Neapel von einem „bezaubenden, großartigen Stück für jeden, der den Handel, seine Sprache und die Sitten der Franzosen kennt“. Ihm habe es unendliche Freude bereitet, aber die Mehrheit des Publikums habe nicht begriffen, was ein „Generalpächter auf Inspektionsreise“ sei. Trotzdem habe das Werk viel Erfolg gehabt, besonders André, der einzige gutherzige Diener, den er je auf der Bühne gesehen habe. Beaumarchais selber nannte Les deux amis das am besten aufgebaute seiner Stücke, den Barbier de Séville (Barbier von Sevilla) eingeschlossen.